# Madalag
Madalag est une municipalité du centre des Philippines située dans le nord de l'île de Panay. C'est la plus vaste et la moins peuplée de la province d'Aklan.

## Géographie
Madalag se trouve au sud-ouest de la province d'Aklan, sans accès à la mer. Elle est bordée à l'ouest par la province d'Antique, au nord par les municipalités de Malinao et Banga, à l'est par celle de Balete et au sud-est par celle de Libacao.
C'est une municipalité essentiellement rurale, à croissance lente, dont une partie de la population émigre vers les régions plus urbanisées du pays.

### Subdivisions
Madalag est subdivisée en 25 barangays (districts) :
- Alaminos
- Alas-as
- Bacyang
- Balactasan
- Cabangahan
- Cabilawan
- Catabana
- Dit-Ana
- Galicia
- Guinatu-an
- Logohon
- Mamba
- Maria Cristina
- Medina
- Mercedes
- Napnot
- Pang-Itan
- Paningayan
- Panipiason
- Poblacion
- San Jose
- Singay
- Talangban
- Talimagao
- Tigbawan

## Histoire
Avant 1948, Madalag faisait partie de la municipalité de Libacao.